# Torneo Clausura 2006 (Chile)
El Campeonato Nacional de Clausura “BancoEstado” de Primera División de Fútbol Profesional, año 2006 fue el segundo y último torneo de la temporada 2006 de la primera división chilena de fútbol. Comenzó el 15 de julio y finalizó el 23 de diciembre de 2006.
El trofeo fue ganado por Colo-Colo, tras disputar la final con Audax Italiano y constituyó el 25º título del cuadro albo en el fútbol chileno. 
Este torneo contó con la particularidad de tener un número impar de equipos (19), debido a que el vigésimo participante, Deportes Concepción, fue suspendido de participar en la temporada 2006 del fútbol chileno por problemas financieros. El equipo retornaría a la competencia para el Apertura 2007.

## Modalidad
El campeonato se jugó al estilo de los torneos de la Primera división mexicana. Los 19 equipos se enfrentan en modalidad "todos contra todos", en una Fase Clasificatoria. 
Los equipos se agruparon en cuatro grupos (cinco de cinco equipos y uno de cuatro), clasificando a segunda ronda (play-off) los dos mejores puntajes de cada grupo. 
Existió, adicionalmente, la posibilidad de un "repechaje" en caso de que un tercero de grupo obtuviese un mejor puntaje en la clasificación general que el segundo de otro grupo. En este caso se jugaba un partido de repechaje en la cancha del equipo con mayor puntaje durante la Fase Clasificatoria.

## Equipos por región
| Región               | N.º | Equipos |
| -------------------- | --- | --- |
| Región Metropolitana | 7   | Audax Italiano, Colo-Colo, Palestino, Santiago Morning, Unión Española, Universidad Católica y Universidad de Chile |
| Antofagasta          | 2   | Cobreloa y Deportes Antofagasta                                                                                     |
| Coquimbo             | 2   | Coquimbo Unido y Deportes La Serena                                                                                 |
| Valparaíso           | 2   | Everton y Santiago Wanderers                                                                                        |
| Biobío               | 2   | Huachipato y Universidad de Concepción                                                                              |
| Atacama              | 1   | Cobresal |
| O'Higgins            | 1   | O'Higgins |
| Maule                | 1   | Rangers |
| Los Lagos            | 1   | Deportes Puerto Montt                                                                                               |

|
| Audax Italiano Universidad de Chile Colo-Colo Universidad Católica Unión Española Palestino Santiago Morning |

|}

## Datos de los clubes
Fecha de actualización: 30 de septiembre de 2006
| Equipo                    | Entrenador               | Estadio                    | Capacidad | Marca    | Patrocinador   |
| ------------------------- | ------------------------ | -------------------------- | --------- | -------- | -------------- |
| Audax Italiano            | Raúl Toro                | Municipal de La Florida    | 8.500     | Diadora  | UDLA           |
| Cobreloa                  | Jorge Aravena            | Municipal de Calama        | 20.000    | Diadora  |                |
| Cobresal                  | Sergio Nichiporuk        | El Cobre                   | 20.000    | Lotto    | Cristal        |
| Colo-Colo                 | Claudio Borghi           | Monumental                 | 62.500    | Umbro    | Cristal        |
| Coquimbo Unido            | Sergio Cortés            | Francisco Sánchez Rumoroso | 15.000    | Buzines  | Cristal        |
| Deportes Antofagasta      | Oscar Malbernat          | Regional de Antofagasta    | 26.339    | Training | Escondida      |
| Deportes La Serena        | Víctor Hugo Castañeda    | La Portada                 | 18.500    | Training | Deca           |
| Deportes Puerto Montt     | Fernando Cavalleri       | Chinquihue                 | 13.000    | Training | Marine Harvest |
| Everton                   | Jorge García             | Sausalito                  | 25.000    | Lotto    | Cristal        |
| Huachipato                | Arturo Salah             | Las Higueras               | 10.000    | Diadora  | Cristal        |
| O'Higgins                 | Jorge Garcés             | El Teniente                | 15.000    | Lotto    | Cristal        |
| Palestino                 | Jaime Pizarro            | Municipal de La Cisterna   | 12.000    | Diadora  | Presto         |
| Rangers                   | Ramón Castro             | Fiscal de Talca            | 17.020    | Training | PF             |
| Santiago Morning          | Guillermo Páez           | USACH                      | 3.000     | Lotto    | La Gran Guía   |
| Santiago Wanderers        | Hernán Godoy             | Playa Ancha                | 19.000    | Training |                |
| Unión Española            | Manuel Rodríguez Araneda | Santa Laura                | 25.000    | Diadora  | Cristal        |
| Universidad Católica      | Jorge Pellicer           | San Carlos de Apoquindo    | 20.000    | Nike     | Cristal        |
| Universidad de Chile      | Gustavo Huerta           | Nacional                   | 65.000    | Adidas   | Cristal        |
| Universidad de Concepción | Yuri Fernández           | Municipal de Concepción    | 35.000    | Lotto    | Salazar Israel |

Nota: Los técnicos debutantes en este torneo están en cursiva.

#### Cambios de entrenadores
Los entrenadores interinos aparecen en cursiva.
| Equipo           | Entrenador               | Fechas        |
| ---------------- | ------------------------ | ------------- |
| Coquimbo Unido   | Jorge Díaz               | 1 - 6         |
| Coquimbo Unido   | Francisco Varela         | 7 - 11        |
| Coquimbo Unido   | Sergio Cortés            | 12 - Presente |
| Everton          | Marcelo Espina           | 1 - 7         |
| Everton          | Jorge García             | 8 - Presente  |
| Palestino        | Daniel Salvador          | 1 - 3         |
| Palestino        | Jaime Pizarro            | 4 - Presente  |
| Santiago Morning | Ivo Basay                | 1 - 6         |
| Santiago Morning | Orlando Aravena          | 7 - 8         |
| Santiago Morning | Guillermo Páez           | 9 - Presente  |
| Unión Española   | Fernando Carvallo        | 1 - 3         |
| Unión Española   | Manuel Rodríguez Araneda | 4 - Presente  |

## Fase Clasificatoria

### Grupo A
| Pos | Equipo             | Pts | PJ | G  | E | P  | GF | GC | DIF |
| --- | ------------------ | --- | -- | -- | - | -- | -- | -- | --- |
| 1   | Cobreloa           | 37  | 18 | 11 | 4 | 3  | 40 | 24 | +16 |
| 2   | Colo-Colo          | 29  | 18 | 8  | 5 | 5  | 37 | 31 | +6  |
| 3   | Santiago Wanderers | 28  | 18 | 8  | 4 | 6  | 22 | 21 | +1  |
| 4   | Palestino          | 20  | 18 | 5  | 5 | 8  | 16 | 25 | -11 |
| 5   | Cobresal           | 18  | 18 | 5  | 3 | 10 | 20 | 28 | -8  |

### Grupo B
| Pos | Equipo         | Pts | PJ | G  | E | P  | GF | GC | DIF |
| --- | -------------- | --- | -- | -- | - | -- | -- | -- | --- |
| 1   | O'Higgins      | 35  | 18 | 10 | 5 | 3  | 31 | 20 | +11 |
| 2   | Coquimbo Unido | 29  | 18 | 8  | 5 | 5  | 23 | 22 | +1  |
| 3   | Rangers        | 24  | 18 | 6  | 6 | 6  | 22 | 24 | -2  |
| 4   | Huachipato     | 20  | 18 | 6  | 2 | 10 | 29 | 32 | -3  |
| 5   | Unión Española | 14  | 18 | 3  | 5 | 10 | 20 | 34 | -14 |

### Grupo C
| Pos | Equipo                    | Pts | PJ | G  | E | P | GF | GC | DIF |
| --- | ------------------------- | --- | -- | -- | - | - | -- | -- | --- |
| 1   | Deportes Puerto Montt     | 33  | 18 | 10 | 3 | 5 | 26 | 21 | +5  |
| 2   | Audax Italiano            | 29  | 18 | 9  | 2 | 7 | 32 | 24 | +8  |
| 3   | Universidad de Concepción | 25  | 18 | 7  | 4 | 7 | 34 | 30 | +4  |
| 4   | Deportes La Serena        | 18  | 18 | 4  | 6 | 8 | 32 | 39 | -7  |
| 5   | Santiago Morning          | 17  | 18 | 4  | 5 | 9 | 22 | 32 | -10 |

### Grupo D
| Pos | Equipo               | Pts | PJ | G | E | P | GF | GC | DIF |
| --- | -------------------- | --- | -- | - | - | - | -- | -- | --- |
| 1   | Universidad Católica | 31  | 18 | 9 | 4 | 5 | 24 | 18 | +6  |
| 2   | Universidad de Chile | 23  | 18 | 7 | 2 | 9 | 24 | 25 | -1  |
| 3   | Deportes Antofagasta | 21  | 18 | 5 | 6 | 7 | 25 | 25 | 0   |
| 4   | Everton              | 21  | 18 | 5 | 6 | 7 | 23 | 27 | -4  |

 Pts=Puntos; PJ=Partidos jugados; G=Partidos ganados; E=Partidos empatados; P=Partidos perdidos; GF=Goles a favor; GC=Goles en contra; DIF=Diferencia de gol
|  | Clasificado a cuartos de final |
|  | Clasificado a repechaje        |

### Tabla general
| Pos | Equipo                    | Pts | PJ | G  | E | P  | GF | GC | DIF |
| --- | ------------------------- | --- | -- | -- | - | -- | -- | -- | --- |
| 1   | Cobreloa                  | 37  | 18 | 11 | 4 | 3  | 40 | 24 | +16 |
| 2   | O'Higgins                 | 35  | 18 | 10 | 5 | 3  | 31 | 20 | +11 |
| 3   | Deportes Puerto Montt     | 33  | 18 | 10 | 3 | 5  | 26 | 21 | +5  |
| 4   | Universidad Católica      | 31  | 18 | 9  | 4 | 5  | 24 | 18 | +6  |
| 5   | Audax Italiano            | 29  | 18 | 9  | 2 | 7  | 32 | 24 | +8  |
| 6   | Colo-Colo                 | 29  | 18 | 8  | 5 | 5  | 37 | 31 | +6  |
| 7   | Coquimbo Unido            | 29  | 18 | 8  | 5 | 5  | 23 | 22 | +1  |
| 8   | Santiago Wanderers        | 28  | 18 | 8  | 4 | 6  | 22 | 21 | +1  |
| 9   | Universidad de Concepción | 25  | 18 | 7  | 4 | 7  | 34 | 30 | +4  |
| 10  | Rangers                   | 24  | 18 | 6  | 6 | 6  | 22 | 24 | -2  |
| 11  | Universidad de Chile      | 23  | 18 | 7  | 2 | 9  | 24 | 25 | -1  |
| 12  | Deportes Antofagasta      | 21  | 18 | 5  | 6 | 7  | 25 | 25 | 0   |
| 13  | Everton                   | 21  | 18 | 5  | 6 | 7  | 23 | 27 | -4  |
| 14  | Huachipato                | 20  | 18 | 6  | 2 | 10 | 29 | 32 | -3  |
| 15  | Palestino                 | 20  | 18 | 5  | 5 | 8  | 16 | 25 | -11 |
| 16  | Deportes La Serena        | 18  | 18 | 4  | 6 | 8  | 32 | 39 | -7  |
| 17  | Cobresal                  | 18  | 18 | 5  | 3 | 10 | 20 | 28 | -8  |
| 18  | Santiago Morning          | 17  | 18 | 4  | 5 | 9  | 22 | 32 | -10 |
| 19  | Unión Española            | 14  | 18 | 3  | 5 | 10 | 20 | 34 | -14 |

|  | Clasificado a cuartos de final y a la Fase previa de la Copa Libertadores 2007 como Chile 3. |
|  | Clasificados a cuartos de final.                                                             |
|  | Clasificados a repechaje.                                                                    |

### Estadísticas
- El equipo con mayor cantidad de partidos ganados: Cobreloa 11 triunfos.
- El equipo con menor cantidad de partidos perdidos: Cobreloa y O'Higgins 3 derrotas.
- El equipo con menor cantidad de partidos ganados: Unión Española 3 triunfos.
- El equipo con mayor cantidad de partidos perdidos: Unión Española, Cobresal y Huachipato 10 derrotas.
- El equipo con mayor cantidad de empates: Deportes La Serena, Deportes Antofagasta, Everton y Rangers 6 empates.
- El equipo con menor cantidad de empates: Huachipato, Universidad de Chile y Audax Italiano 2 empates.
- El equipo más goleador del torneo: Cobreloa 40 goles a favor.
- El equipo más goleado del torneo: Deportes La Serena 39 goles en contra.
- El equipo menos goleado del torneo: Universidad Católica 18 goles en contra.
- El equipo menos goleador del torneo: Palestino 16 goles a favor.
- Mejor diferencia de gol del torneo: Cobreloa convirtió 16 goles más de los que recibió.
- Peor diferencia de gol del torneo: Unión Española recibió 14 goles más de los que convirtió.
- Mayor goleada del torneo: Audax Italiano 5-0 Cobresal (fecha 11).

### Tabla acumulada
| Pos | Equipo                    | Pts | PJ | G  | E  | P  | GF | GC | DIF |
| --- | ------------------------- | --- | -- | -- | -- | -- | -- | -- | --- |
| 1   | Colo-Colo                 | 69  | 36 | 21 | 6  | 9  | 91 | 53 | +38 |
| 2   | Cobreloa                  | 67  | 36 | 20 | 7  | 9  | 72 | 48 | +24 |
| 3   | Universidad Católica      | 63  | 36 | 18 | 9  | 9  | 51 | 38 | +13 |
| 4   | Audax Italiano            | 61  | 36 | 18 | 7  | 11 | 64 | 46 | +18 |
| 5   | Universidad de Concepción | 58  | 36 | 16 | 10 | 10 | 65 | 53 | +12 |
| 6   | Universidad de Chile      | 58  | 36 | 17 | 7  | 12 | 51 | 45 | +6  |
| 7   | Huachipato                | 56  | 36 | 17 | 5  | 14 | 61 | 51 | +10 |
| 8   | O'Higgins                 | 56  | 36 | 15 | 11 | 10 | 51 | 45 | +6  |
| 9   | Deportes Puerto Montt     | 50  | 36 | 14 | 8  | 14 | 59 | 53 | +6  |
| 10  | Coquimbo Unido            | 46  | 36 | 11 | 13 | 12 | 39 | 48 | -9  |
| 11  | Santiago Wanderers        | 45  | 36 | 13 | 6  | 17 | 38 | 51 | -13 |
| 12  | Deportes Antofagasta      | 42  | 36 | 10 | 12 | 14 | 51 | 56 | -5  |
| 13  | Unión Española            | 42  | 36 | 11 | 9  | 16 | 44 | 55 | -11 |
| 14  | Everton                   | 42  | 36 | 10 | 12 | 14 | 43 | 54 | -11 |
| 15  | Deportes La Serena        | 40  | 36 | 9  | 13 | 14 | 64 | 70 | -6  |
| 16  | Cobresal                  | 40  | 36 | 11 | 7  | 18 | 46 | 60 | -14 |
| 17  | Rangers                   | 40  | 36 | 10 | 10 | 16 | 48 | 64 | -16 |
| 18  | Palestino                 | 36  | 36 | 9  | 9  | 18 | 38 | 60 | -22 |
| 19  | Santiago Morning          | 29  | 36 | 6  | 11 | 19 | 37 | 63 | -26 |

 Pts=Puntos; PJ=Partidos jugados; G=Partidos ganados; E=Partidos empatados; P=Partidos perdidos; GF=Goles a favor; GC=Goles en contra; DIF=Diferencia de gol
|  | Clasificado a la Fase de grupos de la Copa Libertadores 2007 como Chile 1. |
|  | Clasificado a la Fase previa de la Copa Libertadores 2007 como Chile 3.    |
|  | Jugarán Liguilla de Promoción para intentar retener la categoría.          |
|  | Descendido a la Primera B 2007.                                            |

## Resultados
| Unión Española                     | 1 - 1 | Coquimbo Unido            | Santa Laura             | 15 de julio | 18:30 | CDF |
| Rangers                            | 3 - 1 | Palestino                 | Fiscal de Talca         | 16 de julio | 15:30 |     |
| Santiago Morning                   | 1 - 1 | Santiago Wanderers        | Municipal de La Florida | 16 de julio | 16:00 | CDF |
| Cobreloa                           | 1 - 1 | Huachipato                | Municipal de Calama     | 16 de julio | 16:00 |     |
| Cobresal                           | 1 - 0 | Deportes Antofagasta      | El Cobre                | 16 de julio | 16:00 |     |
| Deportes La Serena                 | 2 - 1 | Audax Italiano            | La Portada              | 16 de julio | 16:00 |     |
| Everton                            | 1 - 2 | Deportes Puerto Montt     | Sausalito               | 16 de julio | 16:00 |     |
| Universidad Católica               | 0 - 2 | Universidad de Concepción | San Carlos de Apoquindo | 2 de agosto | 19:15 | CDF |
| Colo-Colo                          | 4 - 1 | O'Higgins                 | Monumental              | 9 de agosto | 19:15 | CDF |
| Equipo libre: Universidad de Chile |       |                           |                         |             |       |     |

| Santiago Wanderers                 | 2 - 0 | Deportes La Serena   | Playa Ancha                | 22 de julio | 15:30 | CDF |
| Audax Italiano                     | 1 - 0 | Rangers              | Municipal de La Florida    | 22 de julio | 18:00 | CDF |
| O'Higgins                          | 4 - 2 | Santiago Morning     | El Teniente                | 22 de julio | 18:00 |     |
| Coquimbo Unido                     | 0 - 0 | Everton              | Francisco Sánchez Rumoroso | 22 de julio | 20:00 |     |
| Deportes Puerto Montt              | 4 - 1 | Cobreloa             | Chinquihue                 | 23 de julio | 12:00 |     |
| Universidad de Concepción          | 4 - 2 | Unión Española       | Municipal de Concepción    | 23 de julio | 15:30 |     |
| Huachipato                         | 1 - 1 | Cobresal             | Las Higueras               | 23 de julio | 15:30 |     |
| Deportes Antofagasta               | 1 - 1 | Colo-Colo            | Regional de Antofagasta    | 23 de julio | 16:00 | CDF |
| Palestino                          | 1 - 0 | Universidad de Chile | Santa Laura                | 23 de julio | 18:30 | CDF |
| Equipo libre: Universidad Católica |       |                      |                            |             |       |     |

| Palestino                    | 1 - 1 | Deportes Antofagasta      | Municipal de La Cisterna | 29 de julio | 15:30 |     |
| Universidad Católica         | 0 - 1 | O'Higgins                 | San Carlos de Apoquindo  | 29 de julio | 16:00 | CDF |
| Audax Italiano               | 1 - 1 | Deportes Puerto Montt     | Municipal de La Florida  | 29 de julio | 18:00 |     |
| Unión Española               | 1 - 3 | Deportes La Serena        | Santa Laura              | 29 de julio | 18:30 | CDF |
| Rangers                      | 3 - 1 | Santiago Wanderers        | Fiscal de Talca          | 30 de julio | 15:30 |     |
| Cobreloa                     | 1 - 0 | Universidad de Concepción | Municipal de Calama      | 30 de julio | 16:00 |     |
| Everton                      | 3 - 0 | Colo-Colo                 | Sausalito                | 30 de julio | 16:00 | CDF |
| Cobresal                     | 3 - 0 | Santiago Morning          | El Cobre                 | 30 de julio | 18:00 |     |
| Universidad de Chile         | 0 - 2 | Huachipato                | Nacional                 | 30 de julio | 18:30 | CDF |
| Equipo libre: Coquimbo Unido |       |                           |                          |             |       |     |

| Unión Española         | 0 - 1 | Audax Italiano            | Santa Laura             | 5 de agosto     | 16:00 |     |
| Deportes Puerto Montt  | 3 - 0 | Universidad de Chile      | Chinquihue              | 5 de agosto     | 16:00 | CDF |
| O'Higgins              | 2 - 0 | Everton                   | El Teniente             | 5 de agosto     | 18:30 | CDF |
| Santiago Morning       | 1 - 1 | Universidad de Concepción | USACH                   | 6 de agosto     | 15:30 |     |
| Deportes Antofagasta   | 1 - 1 | Rangers                   | Regional de Antofagasta | 6 de agosto     | 16:00 |     |
| Colo-Colo              | 1 - 3 | Palestino                 | Monumental              | 6 de agosto     | 16:00 | CDF |
| Deportes La Serena     | 3 - 6 | Cobreloa                  | La Portada              | 6 de agosto     | 16:30 |     |
| Santiago Wanderers     | 1 - 1 | Universidad Católica      | Sausalito               | 6 de agosto     | 18:30 | CDF |
| Huachipato             | 0 - 1 | Coquimbo Unido            | Las Higueras            | 15 de noviembre | 17:00 |     |
| Equipo libre: Cobresal |       |                           |                         |                 |       |     |

| Palestino                        | 1 - 0 | Cobresal             | Santa Laura                | 12 de agosto | 15:30 |     |
| Universidad Católica             | 1 - 0 | Santiago Morning     | San Carlos de Apoquindo    | 12 de agosto | 16:00 | CDF |
| Audax Italiano                   | 1 - 1 | Deportes Antofagasta | Municipal de La Florida    | 12 de agosto | 18:00 |     |
| Coquimbo Unido                   | 1 - 4 | Colo-Colo            | Francisco Sánchez Rumoroso | 12 de agosto | 18:30 | CDF |
| Deportes Puerto Montt            | 0 - 1 | Unión Española       | Chinquihue                 | 13 de agosto | 12:00 |     |
| Universidad de Chile             | 1 - 1 | Cobreloa             | Nacional                   | 13 de agosto | 16:00 | CDF |
| Everton                          | 1 - 3 | Huachipato           | Sausalito                  | 13 de agosto | 16:00 |     |
| Rangers                          | 1 - 1 | O'Higgins            | Fiscal de Talca            | 13 de agosto | 18:30 | CDF |
| Universidad de Concepción        | 4 - 1 | Deportes La Serena   | Municipal de Concepción    | 30 de agosto | 19:00 |     |
| Equipo libre: Santiago Wanderers |       |                      |                            |              |       |     |

| Universidad Católica         | 1 - 0 | Palestino                 | San Carlos de Apoquindo | 19 de agosto | 16:00 | CDF |
| O'Higgins                    | 3 - 0 | Coquimbo Unido            | El Teniente             | 19 de agosto | 17:00 |     |
| Santiago Wanderers           | 3 - 0 | Deportes Puerto Montt     | Playa Ancha             | 19 de agosto | 18:30 | CDF |
| Santiago Morning             | 3 - 4 | Huachipato                | USACH                   | 20 de agosto | 15:30 |     |
| Deportes Antofagasta         | 3 - 2 | Universidad de Concepción | Regional de Antofagasta | 20 de agosto | 16:00 |     |
| Cobreloa                     | 3 - 0 | Everton                   | Municipal de Calama     | 20 de agosto | 16:00 |     |
| Cobresal                     | 0 - 0 | Rangers                   | El Cobre                | 20 de agosto | 16:00 |     |
| Colo-Colo                    | 1 - 0 | Unión Española            | Monumental              | 20 de agosto | 16:00 | CDF |
| Deportes La Serena           | 3 - 0 | Universidad de Chile      | La Portada              | 20 de agosto | 18:30 | CDF |
| Equipo libre: Audax Italiano |       |                           |                         |              |       |     |

| Deportes Puerto Montt     | 1 - 1 | O'Higgins            | Chinquihue                 | 26 de agosto | 15:30 | CDF |
| Unión Española            | 3 - 3 | Deportes Antofagasta | Santa Laura                | 26 de agosto | 16:00 |     |
| Palestino                 | 0 - 3 | Audax Italiano       | Monumental                 | 26 de agosto | 16:00 |     |
| Everton                   | 1 - 1 | Santiago Morning     | Sausalito                  | 26 de agosto | 16:00 |     |
| Universidad de Concepción | 1 - 2 | Santiago Wanderers   | Municipal de Concepción    | 26 de agosto | 18:30 | CDF |
| Coquimbo Unido            | 1 - 0 | Cobresal             | Francisco Sánchez Rumoroso | 26 de agosto | 20:00 |     |
| Rangers                   | 0 - 0 | Colo-Colo            | Fiscal de Talca            | 27 de agosto | 12:00 | CDF |
| Huachipato                | 2 - 0 | Deportes La Serena   | Las Higueras               | 27 de agosto | 15:30 |     |
| Universidad de Chile      | 1 - 0 | Universidad Católica | Nacional                   | 27 de agosto | 16:00 | CDF |
| Equipo libre: Cobreloa    |       |                      |                            |              |       |     |

| Universidad Católica     | 0 - 0 | Coquimbo Unido            | San Carlos de Apoquindo | 2 de septiembre | 16:00 | CDF |
| O'Higgins                | 1 - 0 | Santiago Wanderers        | El Teniente             | 2 de septiembre | 18:30 | CDF |
| Santiago Morning         | 1 - 4 | Deportes Antofagasta      | USACH                   | 3 de septiembre | 12:00 |     |
| Cobreloa                 | 1 - 0 | Palestino                 | Municipal de Calama     | 3 de septiembre | 16:00 |     |
| Everton                  | 1 - 2 | Unión Española            | Sausalito               | 3 de septiembre | 16:00 |     |
| Cobresal                 | 4 - 1 | Universidad de Concepción | El Cobre                | 3 de septiembre | 16:00 |     |
| Colo-Colo                | 4 - 1 | Deportes Puerto Montt     | Monumental              | 3 de septiembre | 16:00 | CDF |
| Deportes La Serena       | 1 - 2 | Rangers                   | La Portada              | 3 de septiembre | 18:00 |     |
| Audax Italiano           | 0 - 1 | Universidad de Chile      | Nacional                | 3 de septiembre | 18:30 | CDF |
| Equipo libre: Huachipato |       |                           |                         |                 |       |     |

| Unión Española                          | 1 - 2 | Santiago Morning     | Santa Laura                | 9 de septiembre  | 15:00 |     |
| Rangers                                 | 1 - 1 | Universidad Católica | Fiscal de Talca            | 9 de septiembre  | 16:00 | CDF |
| Universidad de Chile                    | 2 - 0 | Cobresal             | Santa Laura                | 9 de septiembre  | 19:00 | CDF |
| Santiago Wanderers                      | 1 - 0 | Colo-Colo            | Playa Ancha                | 10 de septiembre | 12:00 | CDF |
| Deportes Puerto Montt                   | 2 - 1 | Huachipato           | Chinquihue                 | 10 de septiembre | 12:00 |     |
| Coquimbo Unido                          | 4 - 3 | Deportes La Serena   | Francisco Sánchez Rumoroso | 10 de septiembre | 16:00 |     |
| Deportes Antofagasta                    | 0 - 0 | Everton              | Regional de Antofagasta    | 10 de septiembre | 16:00 |     |
| Palestino                               | 0 - 0 | O'Higgins            | Municipal de La Cisterna   | 10 de septiembre | 16:00 | CDF |
| Audax Italiano                          | 5 - 3 | Cobreloa             | Municipal de La Florida    | 10 de septiembre | 16:00 |     |
| Equipo libre: Universidad de Concepción |       |                      |                            |                  |       |     |

| Colo-Colo               | 4 - 2 | Universidad de Concepción | Monumental              | 15 de septiembre | 19:00 | CDF |
| O'Higgins               | 2 - 0 | Universidad de Chile      | El Teniente             | 16 de septiembre | 15:30 | CDF |
| Cobreloa                | 3 - 1 | Deportes Antofagasta      | Municipal de Calama     | 16 de septiembre | 16:00 |     |
| Universidad Católica    | 5 - 1 | Audax Italiano            | San Carlos de Apoquindo | 16 de septiembre | 18:00 | CDF |
| Deportes La Serena      | 0 - 0 | Deportes Puerto Montt     | La Portada              | 16 de septiembre | 20:00 |     |
| Huachipato              | 2 - 3 | Santiago Wanderers        | Las Higueras            | 17 de septiembre | 16:00 | CDF |
| Cobresal                | 2 - 4 | Unión Española            | El Cobre                | 17 de septiembre | 16:00 |     |
| Santiago Morning        | 2 - 2 | Coquimbo Unido            | USACH                   | 17 de septiembre | 16:00 |     |
| Everton                 | 3 - 0 | Rangers                   | Sausalito               | 17 de septiembre | 16:00 |     |
| Equipo libre: Palestino |       |                           |                         |                  |       |     |

| Unión Española            | 0 - 3 | Cobreloa             | Santa Laura             | 23 de septiembre | 15:30 | CDF |
| Audax Italiano            | 5 - 0 | Cobresal             | Municipal de La Florida | 23 de septiembre | 17:00 |     |
| Deportes Puerto Montt     | 3 - 1 | Universidad Católica | Chinquihue              | 23 de septiembre | 18:00 | CDF |
| Deportes La Serena        | 1 - 1 | Palestino            | La Portada              | 23 de septiembre | 20:00 |     |
| Rangers                   | 3 - 1 | Santiago Morning     | Fiscal de Talca         | 24 de septiembre | 12:00 |     |
| Universidad de Concepción | 0 - 0 | O'Higgins            | Municipal de Concepción | 24 de septiembre | 15:30 | CDF |
| Deportes Antofagasta      | 2 - 0 | Huachipato           | Regional de Antofagasta | 24 de septiembre | 16:00 |     |
| Santiago Wanderers        | 1 - 1 | Everton              | Playa Ancha             | 24 de septiembre | 16:00 |     |
| Universidad de Chile      | 1 - 2 | Coquimbo Unido       | Nacional                | 24 de septiembre | 18:00 | CDF |
| Equipo libre: Colo-Colo   |       |                      |                         |                  |       |     |

| Huachipato                     | 1 - 2 | Colo-Colo                 | Las Higueras               | 30 de septiembre | 15:30 | CDF |
| Palestino                      | 2 - 2 | Universidad de Concepción | Municipal de La Cisterna   | 30 de septiembre | 16:00 |     |
| Unión Española                 | 1 - 1 | Universidad Católica      | Santa Laura                | 30 de septiembre | 18:00 | CDF |
| O'Higgins                      | 3 - 1 | Deportes Antofagasta      | El Teniente                | 30 de septiembre | 19:00 |     |
| Coquimbo Unido                 | 0 - 1 | Deportes Puerto Montt     | Francisco Sánchez Rumoroso | 30 de septiembre | 20:00 |     |
| Cobreloa                       | 3 - 1 | Santiago Wanderers        | Municipal de Calama        | 1 de octubre     | 15:30 | CDF |
| Everton                        | 4 - 3 | Audax Italiano            | Sausalito                  | 1 de octubre     | 16:00 |     |
| Cobresal                       | 1 - 1 | Deportes La Serena        | El Cobre                   | 1 de octubre     | 16:30 |     |
| Universidad de Chile           | 4 - 0 | Rangers                   | Nacional                   | 1 de octubre     | 18:00 | CDF |
| Equipo libre: Santiago Morning |       |                           |                            |                  |       |     |

| Deportes Puerto Montt        | 2 - 0 | Cobresal             | Chinquihue              | 14 de octubre | 16:00 |     |
| Universidad Católica         | 2 - 1 | Everton              | San Carlos de Apoquindo | 14 de octubre | 18:00 | CDF |
| Audax Italiano               | 2 - 1 | Huachipato           | Municipal de La Florida | 14 de octubre | 19:00 |     |
| Deportes La Serena           | 4 - 4 | O'Higgins            | La Portada              | 14 de octubre | 20:00 |     |
| Universidad de Concepción    | 2 - 2 | Universidad de Chile | Municipal de Concepción | 14 de octubre | 20:30 | CDF |
| Rangers                      | 1 - 3 | Cobreloa             | Fiscal de Talca         | 15 de octubre | 15:30 | CDF |
| Deportes Antofagasta         | 0 - 1 | Coquimbo Unido       | Regional de Antofagasta | 15 de octubre | 17:00 |     |
| Santiago Wanderers           | 2 - 0 | Palestino            | Playa Ancha             | 15 de octubre | 18:00 |     |
| Colo-Colo                    | 2 - 2 | Santiago Morning     | Monumental              | 15 de octubre | 18:00 | CDF |
| Equipo libre: Unión Española |       |                      |                         |               |       |     |

| Cobresal                           | 1 - 2 | Universidad Católica      | El Cobre                   | 21 de octubre | 18:30 | CDF |
| O'Higgins                          | 1 - 0 | Audax Italiano            | El Teniente                | 21 de octubre | 19:00 |     |
| Coquimbo Unido                     | 3 - 0 | Palestino                 | Francisco Sánchez Rumoroso | 21 de octubre | 21:00 |     |
| Santiago Morning                   | 2 - 0 | Deportes Puerto Montt     | USACH                      | 22 de octubre | 12:00 | CDF |
| Cobreloa                           | 2 - 2 | Colo-Colo                 | Municipal de Calama        | 22 de octubre | 15:30 | CDF |
| Rangers                            | 2 - 1 | Universidad de Concepción | Fiscal de Talca            | 22 de octubre | 16:30 |     |
| Huachipato                         | 1 - 0 | Unión Española            | Las Higueras               | 22 de octubre | 16:30 |     |
| Everton                            | 1 - 1 | Deportes La Serena        | Sausalito                  | 22 de octubre | 17:00 |     |
| Universidad de Chile               | 2 - 0 | Santiago Wanderers        | Nacional                   | 22 de octubre | 18:00 | CDF |
| Equipo libre: Deportes Antofagasta |       |                           |                            |               |       |     |

| Cobreloa                         | 3 - 1 | O'Higgins             | Municipal de Calama      | 28 de octubre | 15:30 | CDF |
| Palestino                        | 1 - 1 | Everton               | Municipal de La Cisterna | 28 de octubre | 17:00 |     |
| Universidad Católica             | 3 - 1 | Huachipato            | San Carlos de Apoquindo  | 28 de octubre | 18:00 | CDF |
| Unión Española                   | 0 - 0 | Rangers               | Santa Laura              | 28 de octubre | 19:00 |     |
| Universidad de Concepción        | 3 - 2 | Coquimbo Unido        | Municipal de Concepción  | 28 de octubre | 19:00 |     |
| Audax Italiano                   | 1 - 2 | Santiago Morning      | Municipal de La Florida  | 28 de octubre | 20:00 |     |
| Santiago Wanderers               | 1 - 0 | Cobresal              | Playa Ancha              | 28 de octubre | 21:00 |     |
| Deportes Antofagasta             | 3 - 1 | Deportes Puerto Montt | Regional de Antofagasta  | 29 de octubre | 12:00 | CDF |
| Colo-Colo                        | 4 - 2 | Universidad de Chile  | Monumental               | 29 de octubre | 16:30 | CDF |
| Equipo libre: Deportes La Serena |       |                       |                          |               |       |     |

| Coquimbo Unido        | 1 - 1 | Cobreloa                  | Francisco Sánchez Rumoroso | 31 de octubre  | 18:45 | CDF |
| Deportes Antofagasta  | 1 - 2 | Universidad Católica      | Regional de Antofagasta    | 31 de octubre  | 21:15 | CDF |
| Deportes Puerto Montt | 1 - 0 | Universidad de Concepción | Chinquihue                 | 1 de noviembre | 16:00 |     |
| Colo-Colo             | 4 - 4 | Deportes La Serena        | Monumental                 | 1 de noviembre | 16:30 | CDF |
| Huachipato            | 1 - 3 | Rangers                   | Las Higueras               | 1 de noviembre | 16:30 |     |
| Cobresal              | 2 - 1 | O'Higgins                 | El Cobre                   | 1 de noviembre | 17:30 |     |
| Santiago Morning      | 0 - 1 | Palestino                 | USACH                      | 1 de noviembre | 17:30 |     |
| Audax Italiano        | 2 - 0 | Santiago Wanderers        | Municipal de La Florida    | 1 de noviembre | 18:00 |     |
| Unión Española        | 2 - 6 | Universidad de Chile      | Santa Laura                | 1 de noviembre | 19:00 | CDF |
| Equipo libre: Everton |       |                           |                            |                |       |     |

| Universidad de Chile                | 1 - 2 | Everton              | Santa Laura              | 4 de noviembre | 17:00 | CDF |
| O'Higgins                           | 3 - 2 | Huachipato           | El Teniente              | 4 de noviembre | 19:30 | CDF |
| Deportes La Serena                  | 1 - 0 | Santiago Morning     | La Portada               | 4 de noviembre | 21:00 |     |
| Cobreloa                            | 3 - 1 | Cobresal             | Municipal de Calama      | 5 de noviembre | 16:00 |     |
| Rangers                             | 1 - 2 | Coquimbo Unido       | Fiscal de Talca          | 5 de noviembre | 16:30 |     |
| Palestino                           | 1 - 0 | Unión Española       | Municipal de La Cisterna | 5 de noviembre | 17:00 |     |
| Universidad Católica                | 0 - 1 | Colo-Colo            | Nacional                 | 5 de noviembre | 17:00 | CDF |
| Universidad de Concepción           | 1 - 0 | Audax Italiano       | Municipal de Concepción  | 5 de noviembre | 19:15 |     |
| Santiago Wanderers                  | 1 - 0 | Deportes Antofagasta | Playa Ancha              | 5 de noviembre | 19:30 | CDF |
| Equipo libre: Deportes Puerto Montt |       |                      |                          |                |       |     |

| Coquimbo Unido        | 2 - 0 | Santiago Wanderers        | Francisco Sánchez Rumoroso      | 10 de noviembre | 21:00 | CDF |
| Huachipato            | 2 - 3 | Universidad de Concepción | Las Higueras                    | 11 de noviembre | 16:30 |     |
| Deportes Puerto Montt | 2 - 1 | Palestino                 | Chinquihue                      | 11 de noviembre | 16:30 |     |
| Universidad Católica  | 1 - 0 | Cobreloa                  | Estadio San Carlos de Apoquindo | 11 de noviembre | 18:00 | CDF |
| Everton               | 2 - 0 | Cobresal                  | Sausalito                       | 11 de noviembre | 19:00 |     |
| Colo-Colo             | 2 - 3 | Audax Italiano            | Monumental                      | 11 de noviembre | 20:30 | CDF |
| Deportes Antofagasta  | 3 - 2 | Deportes La Serena        | Regional de Antofagasta         | 12 de noviembre | 17:00 |     |
| Santiago Morning      | 1 - 0 | Universidad de Chile      | Nacional                        | 12 de noviembre | 18:00 |     |
| Unión Española        | 0 - 2 | O'Higgins                 | Santa Laura                     | 12 de noviembre | 18:30 | CDF |
| Equipo libre: Rangers |       |                           |                                 |                 |       |     |

| Palestino                 | 2 - 4 | Huachipato            | Municipal de La Cisterna | 18 de noviembre | 17:00 |     |
| Audax Italiano            | 2 - 0 | Coquimbo Unido        | Municipal de La Florida  | 18 de noviembre | 18:00 |     |
| Deportes La Serena        | 2 - 3 | Universidad Católica  | La Portada               | 18 de noviembre | 20:30 | CDF |
| Rangers                   | 1 - 2 | Deportes Puerto Montt | Fiscal de Talca          | 19 de noviembre | 15:30 | CDF |
| Cobreloa                  | 2 - 1 | Santiago Morning      | Municipal de Calama      | 19 de noviembre | 16:00 |     |
| Santiago Wanderers        | 2 - 2 | Unión Española        | Playa Ancha              | 19 de noviembre | 16:00 |     |
| Universidad de Chile      | 1 - 0 | Deportes Antofagasta  | Nacional                 | 19 de noviembre | 18:00 | CDF |
| Universidad de Concepción | 5 - 1 | Everton               | Municipal de Concepción  | 19 de noviembre | 18:00 |     |
| Cobresal                  | 4 - 1 | Colo-Colo             | El Cobre                 | 22 de noviembre | 16:30 | CDF |
| Equipo libre: O'Higgins   |       |                       |                          |                 |       |     |

## Play-offs
Al concluir la fase regular, los primeros de cada grupo más los tres mejores segundo (2º) clasificaron automáticamente a los play-offs para luchar por el título del Torneo Clausura 2006 enfrentándose en partidos de ida y vuelta, aunque sí se necesitaba uno más para completar todos los clasificados, el cual iba a salir entre el 3º del Grupo A (Santiago Wanderers) y el 2º del Grupo D (Universidad de Chile) enfrentándose a partido único en el estadio del equipo con mejor puntaje, los azules tomaron el último boleto a cuartos con solitaria anotación de Adrián Rojas. Las parejas de cuartos de final fueron el 1° contra el 8°, el 2° contra el 7°, el 3° contra el 6° y el 4° contra el 5°.
|  | Cuartos de final                  | Cuartos de final                  | Cuartos de final                  |   |           | Semifinales          | Semifinales          | Semifinales          |  |  | Final                | Final                | Final                |
|  | 25 de noviembre al 6 de diciembre | 25 de noviembre al 6 de diciembre | 25 de noviembre al 6 de diciembre |   |           | 8 al 17 de diciembre | 8 al 17 de diciembre | 8 al 17 de diciembre |  |  | 20 y 23 de diciembre | 20 y 23 de diciembre | 20 y 23 de diciembre |
|  |                                   |                                   |                                   |   |           |                      |                      |                      |  |  |                      |                      |                      |
|  | O'Higgins                         | 0                                 | 2                                 |   |           |                      |                      |                      |  |  |                      |                      |                      |
|  | Coquimbo Unido                    | 0                                 | 1                                 |   |           |                      |                      |                      |  |  |                      |                      |                      |
|  | Coquimbo Unido                    | 0                                 | 1                                 |   | O'Higgins | 1                    | 4                    |                      |  |  |                      |                      |                      |
|  |                                   |                                   |                                   |   | O'Higgins | 1                    | 4                    |                      |  |  |                      |                      |                      |
|  |                                   | Audax Italiano                    | 4                                 | 2 |           |                      |                      |                      |  |  |                      |                      |                      |
|  | Universidad Católica              | Audax Italiano                    | 4                                 | 2 | 0         | 0                    |                      |                      |  |  |                      |                      |                      |
|  | Universidad Católica              |                                   |                                   |   | 0         | 0                    |                      |                      |  |  |                      |                      |                      |
|  | Audax Italiano                    | 1                                 | 3                                 |   |           |                      |                      |                      |  |  |                      |                      |                      |
|  |                                   |                                   |                                   |   |           |                      |                      |                      |  |  | Audax Italiano       | 0                    | 2                    |
|  |                                   |                                   | Colo-Colo                         | 3 | 3         |                      |                      |                      |  |  |                      |                      |                      |
|  | Cobreloa                          | 0                                 | 3                                 |   |           |                      |                      |                      |  |  |                      |                      |                      |
|  | Universidad de Chile              | 1                                 | 1                                 |   |           |                      |                      |                      |  |  |                      |                      |                      |
|  | Universidad de Chile              | 1                                 | 1                                 |   | Cobreloa  | 0                    | 3                    |                      |  |  |                      |                      |                      |
|  |                                   |                                   |                                   |   | Cobreloa  | 0                    | 3                    |                      |  |  |                      |                      |                      |
|  |                                   | Colo-Colo                         | 3                                 | 3 |           |                      |                      |                      |  |  |                      |                      |                      |
|  | Deportes Puerto Montt             | Colo-Colo                         | 3                                 | 3 | 0         | 0                    |                      |                      |  |  |                      |                      |                      |
|  | Deportes Puerto Montt             |                                   |                                   |   | 0         | 0                    |                      |                      |  |  |                      |                      |                      |
|  | Colo-Colo                         | 1                                 | 4                                 |   |           |                      |                      |                      |  |  |                      |                      |                      |

- Nota: En cada llave, el equipo que ocupa la primera línea es el que definió la serie como local.

### Repechaje
Jugado a partido único en el estadio del equipo con mejor puntaje.
| Santiago Wanderers | 0 - 1 | Universidad de Chile | Playa Ancha | Carlos Chandía | 22 de noviembre | 18:15 | CDF |

### Cuartos de final
| Audax Italiano       | 1 - 0 | Universidad Católica  | Municipal de La Florida    | Pablo Pozo    | 25 de noviembre | 19:45 | CDF |
| Coquimbo Unido       | 0 - 0 | O'Higgins             | Francisco Sánchez Rumoroso | Claudio Puga  | 25 de noviembre | 19:45 |     |
| Colo-Colo            | 1 - 0 | Deportes Puerto Montt | Monumental                 | Manuel Acosta | 26 de noviembre | 17:00 | CDF |
| Universidad de Chile | 1 - 0 | Cobreloa              | Nacional                   | Enrique Osses | 26 de noviembre | 19:30 | CDF |

| O'Higgins             | 2 - 1 | Coquimbo Unido       | El Teniente             | Eduardo Ponce  | 2 de diciembre | 19:00 | CDF |
| Cobreloa              | 3 - 1 | Universidad de Chile | Municipal de Calama     | Carlos Chandía | 3 de diciembre | 16:00 | CDF |
| Universidad Católica  | 0 - 3 | Audax Italiano       | San Carlos de Apoquindo | Jorge Osorio   | 3 de diciembre | 18:30 | CDF |
| Deportes Puerto Montt | 0 - 4 | Colo-Colo            | Chinquihue              | Guido Aros     | 6 de diciembre | 19:00 | CDF |

### Semifinales
| Audax Italiano | 4 - 1 | O'Higgins | Municipal de La Florida | Enrique Osses | 8 de diciembre | 19:00 | CDF |
| Colo-Colo      | 3 - 0 | Cobreloa  | Monumental              | Pablo Pozo    | 9 de diciembre | 19:00 | CDF |

| O'Higgins | 4 - 2 | Audax Italiano | El Teniente         | Rubén Selmán   | 16 de diciembre | 19:00 | CDF |
| Cobreloa  | 3 - 3 | Colo-Colo      | Municipal de Calama | Carlos Chandía | 17 de diciembre | 16:00 | CDF |

## Final
| Colo-Colo | 3 - 0 | Audax Italiano | Monumental | Enrique Osses | 20 de diciembre | 20:00 | CDF |

| Audax Italiano | 2 - 3 | Colo-Colo | Nacional | Carlos Chandía | 23 de diciembre | 20:10 | CDF |

## Campeón
|                                 |
| Bicampeón Colo-Colo 25.º título |
|                                 |

## Goleadores
| Jugador              | Jugador                   | Goles | Equipo                    |
| -------------------- | ------------------------- | ----- | ------------------------- |
| Bandera de Chile     | Leonardo Monje            | 17    | Universidad de Concepción |
| Bandera de Chile     | Matías Fernández          | 15    | Colo-Colo                 |
| Bandera de Chile     | Humberto Suazo            | 15    | Colo-Colo                 |
| Bandera de Chile     | Carlos Villanueva Rolland | 12    | Audax Italiano            |
| Bandera de Argentina | Lucas Barrios             | 12    | Cobreloa                  |
| Bandera de Argentina | José Luis Díaz            | 11    | Cobreloa                  |
| Bandera de Venezuela | Giancarlo Maldonado       | 11    | O'Higgins                 |
| Bandera de Chile     | Manuel Neira              | 11    | Unión Española            |
| Bandera de Chile     | Renato Ramos              | 11    | Deportes Antofagasta      |
| Bandera de Argentina | Rodrigo Mannara           | 9     | Cobreloa                  |
| Bandera de Argentina | Matías Urbano             | 9     | Deportes La Serena        |

### Tripletas, pókers o manos
Aquí se encuentra la lista de tripletas o hat-tricks, póker de goles y manos (en general, tres o más goles anotados por un jugador en un mismo encuentro) convertidos durante el torneo:
| Fecha      | Jugador           | Goles | Local                     | Resultado | Visitante                 | Jornada |
| ---------- | ----------------- | ----- | ------------------------- | --------- | ------------------------- | ------- |
| 20/08/2006 | Pedro Morales     |       | Santiago Morning          | 3 - 4     | Huachipato                | 6       |
| 03/09/2006 | César Díaz        |       | Cobresal                  | 4 - 1     | Universidad de Concepción | 8       |
| 17/09/2006 | Manuel Neira      |       | Cobresal                  | 2 - 4     | Unión Española            | 10      |
| 14/10/2006 | Matías Urbano     |       | Deportes La Serena        | 4 - 4     | O'Higgins                 | 13      |
| 28/10/2006 | Leonardo Monje    |       | Universidad de Concepción | 3 - 2     | Coquimbo Unido            | 15      |
| 01/11/2006 | Pablo Bolados     |       | Colo-Colo                 | 4 - 4     | Deportes La Serena        | 16      |
| 01/11/2006 | Rodrigo Astudillo |       | Unión Española            | 2 - 6     | Universidad de Chile      | 16      |

## Autogoles
| Autogoles          | Autogoles                 | Autogoles            | Autogoles | Autogoles                 |
| Jugador            | Equipo                    | Favorecido           | Goles     | Fecha                     |
| ------------------ | ------------------------- | -------------------- | --------- | ------------------------- |
| Luciano Pocrnjic   | Deportes Antofagasta      | Colo-Colo            | 1         | 2                         |
| Rodrigo Rivera     | Coquimbo Unido            | Deportes La Serena   | 1         | 9                         |
| Lisandro Henríquez | Universidad de Concepción | Colo-Colo            | 1         | 10                        |
| Lisandro Henríquez | Palestino                 | Deportes La Serena   | 1         | 11                        |
| Nicolás Larrondo   | Universidad de Chile      | Coquimbo Unido       | 1         | 11                        |
| Marco Estrada      | Everton                   | Universidad Católica | 1         | 13                        |
| Gustavo Paruolo    | Audax Italiano            | Santiago Morning     | 1         | 15                        |
| César Yáñez        | Deportes Puerto Montt     | Deportes Antofagasta | 1         | 15                        |
| Cristián Reynero   | Huachipato                | O'Higgins            | 1         | 17                        |
| Diego Rosende      | Universidad Católica      | Audax Italiano       | 1         | Cuartos de final (Vuelta) |
| Fernando Hurtado   | Cobreloa                  | Colo-Colo            | 1         | Semifinal (Ida)           |
| César Santis       | Audax Italiano            | O'Higgins            | 1         | Semifinal (Vuelta)        |

## Liguilla de Promoción
La juegan los equipos que ocuparon los lugares 3° y 4° del torneo de Primera B (Lota Schwager y Arturo Fernández Vial) contra aquellos equipos que ocuparon el 17º y 18° lugar en la tabla acumulada de Primera División (Rangers y Palestino). Los ganadores participarán en la Primera División durante la Temporada 2007.
| Llave | Equipo local          | Equipo visitante | Ida   | Vuelta | Global        |
| ----- | --------------------- | ---------------- | ----- | ------ | ------------- |
| 1     | Rangers               | Lota Schwager    | 2 - 1 | 1 - 2  | 3 - 3 (3-4 p) |
| 2     | Arturo Fernández Vial | Palestino        | 1 - 3 | 0 - 1  | 1 - 4         |

## Tabla generalTemporada 2006
Al cabo de la Temporada 2006 se elaboró una Tabla General, con la suma de los puntajes de las Fases Clasificatorias de los Torneos de Apertura y Clausura. A partir de esta Tabla se determinó al equipo descendido a Primera B (Santiago Morning) y los que jugarían la liguilla de promoción.
Descendió directamente Santiago Morning. Como se había castigado a Deportes Concepción con el descenso automático, solo hubo un equipo descendido en este torneo. Su lugar fue ocupado por Melipilla y Ñublense, campeón y subcampeón de la categoría inferior.
Mediante la Liguilla de promoción, ascendió Lota Schwager y descendió Rangers. Palestino y Fernández Vial mantuvieron su división de origen.

### Clasificación aCopa Libertadores 2007
Los equipos clasificados fueron:
- Colo-Colo: como Chile 1 (campeón del Apertura y del Clausura)
- Audax Italiano: como Chile 2 (subcampeón mejor ubicado)
- Cobreloa: como Chile 3 (mejor ubicación en la Fase Clasificatoria)